# Palasport de San Rocco Castagnaretta
Le Palasport de San Rocco Castagnaretta (en italien : Palasport di San Rocco Castagnaretta), est l'une des principales installations sportives de Coni, conçu pour le volley-ball, bien que parfois des événements tels que des concerts y aient lieu.  Au départ, il a été pensé pour accueillir 4 000 personnes, mais a été rapidement élargi pour atteindre l'actuelle capacité de 4 700 places, en raison de l'importance des matches de volley-ball.

## Inauguration
La construction de la salle est achevée à l'été 1993 à la demande de Ezio Borroero, alors président des Bre Banca Cuneo, et elle a été inaugurée en présence du maire de Cuneo Elvio Viano et du président du CONI John Palanca. La tâche de l'animation de l'inauguration est confiée à Red Ronnie, le rappeur Jovanotti et le présentateur de Radio Monte-Carlo Gabriella Giordano.

## Clubs résidents
Les Bre Banca Cuneo utilise actuellement la salle.